# Serguéi Stepashin
Serguéi Vadímovich Stepashin más conocido como Serguéi Stepashin (en ruso: Серге́й Вади́мович Степа́шин; n. Port Arthur, China, 2 de marzo de 1952) es un político ruso.

## Biografía
Desde el día 12 de mayo al 9 de agosto de 1999, ocupó el cargo de presidente del Gobierno Federal de Rusia.
Entre 1973 y 1981 sirvió en las Tropas Internas del Ministerio de Asuntos Internos de la URSS, y posteriormente entre 1981 y 1990 enseñó en la Escuela Política Superior del Ministerio del Interior con el nombre del 60 aniversario del Komsomol. Defendió su tesis para el grado de candidato de ciencias históricas sobre el tema "Liderazgo del partido de las unidades contra incendios de Leningrado durante la Gran Guerra Patria". En 1987, fue nombrado jefe adjunto del departamento de historia del PCUS.
Entre 1987 y 1990, visitó repetidamente los "puntos calientes": Bakú, Ferganá, Nagorno-Karabaj, Sujumi. En 1990-1993, fue Diputado del Pueblo de la RSFS de Rusia, en junio de 1990 fue elegido para el Consejo Supremo de la RSFSR y encabezó el subcomité del Comité del Consejo Supremo para Personas con Discapacidad, Veteranos de Guerra y Trabajo, y la protección social del personal militar y los miembros de sus familias. Fue presidente del Comité de Defensa y Seguridad del Consejo Supremo de Rusia y miembro del Presidium del Consejo Supremo de Rusia entre 1991 y 1993.
Presidió la comisión estatal para investigar las actividades de la KGB durante el Comité de Emergencia, que había sido creada por un decreto conjunto de los Presidentes de la URSS y la RSFS de Rusia a principios de septiembre de 1991.
Fue desde noviembre de 1991 a enero de 1992 director general adjunto de la Agencia Federal de Seguridad de la RSFSR y Jefe de la Dirección de AFB para San Petersburgo y la región de Leningrado. El 12 de diciembre de 1991, como miembro del Consejo Supremo de la RSFSR, votó a favor de la ratificación del Tratado de Belavezha que supuso la disolución de la URSS.